# تورانوسوکه تاکاگی
تورانوسوکه تاکاگی (انگلیسی: Toranosuke Takagi؛ زاده ۱۲ فوریهٔ ۱۹۷۴) اتوموبیل‌ران فرمول ۱ اهل ژاپن است.